# ياكوب راسموسن
ياكوب راسموسن (بالدنماركية: Jacob Rasmussen)‏ (28 مايو 1997 بأودنسه في الدنمارك - ) هو لاعب كرة قدم دانمركي في مركز الدفاع. لعب مع شالكه 04 ونادي أودنسه ونادي روسنبورغ ونادي سانت باولي وNæsby Boldklub ‏.

## روابط خارجية
- جاكوب راسموسن على موقع الاتحاد الأوربي (الإنجليزية)
- جاكوب راسموسن على موقع اتحاد النرويج (النرويجية)
- جاكوب راسموسن على موقع قاعدة بيانات كرة القدم.إي يو (الإنجليزية)
- جاكوب راسموسن على موقع Soccerway.com (الإنجليزية)
- جاكوب راسموسن على موقع عالم كرة القدم.نت (الإنجليزية)